# Rehab -女神たちの休息-/Listen
「Rehab -女神たちの休息-/Listen」(リハブ -めがみたちのきゅうそく-/リッスン)は、小柳ゆきが『Yuki-K』名義でリリースしたシングル。2008年2月20日発売。発売元はNAYUTAWAVE RECORDS。

## 解説
「Rehab -女神たちの休息-」はエイミー・ワインハウスの同名楽曲を日本語でカバーしたものであり、「Listen」はビヨンセの同名楽曲のカバーとなる。
ユニバーサルミュージックの邦楽部門スタッフがエイミーの楽曲を日本人アーティストに歌わせたいと探していた所、ビヨンセの「Listen」をカバーしたYuki-Kの歌声を偶然耳にしたことからCD化が決定した

## 収録曲
1. Rehab -女神たちの休息-
作詞・作曲：Amy Winehouse
2. Listen
作詞・作曲：Scott Cutler・Beyonce Knowles・Henry Krieger・Anne Preven / 編曲：TADASUKE

## 収録アルバム
Listen
- 『The Best Now & Then 〜10th Anniversary〜』